# ベンサミアナタバコ
ベンサミアナタバコ（口語で benth あるいは benthi, 学名: Nicotiana benthamiana）とはタバコ属に属する種。オーストラリア原産で、タバコに近縁である。
シノニム Nicotiana suaveolens var. cordifolia はジョージ・ベンサムによって『オーストラリア植物誌』で1868年に記載された。カレル・ドミンによって『植物学の書』（Bibliotheca Botanica, 1929年）で Nicotiana benthamiana に原著者を称えて移された。

## 歴史
ニコチンや他のアルカロイドを含む当種は商業タバコ（タバコおよびマルバタバコ）が伝わる以前にオーストラリアの人々によって薬物として用いられてきた。先住民による名称としては tjuntiwari や muntju を含む。ビーグル号航海中のベンジャミン・バイノーによって1837年にオーストラリア北岸で採取された.。

## 概要

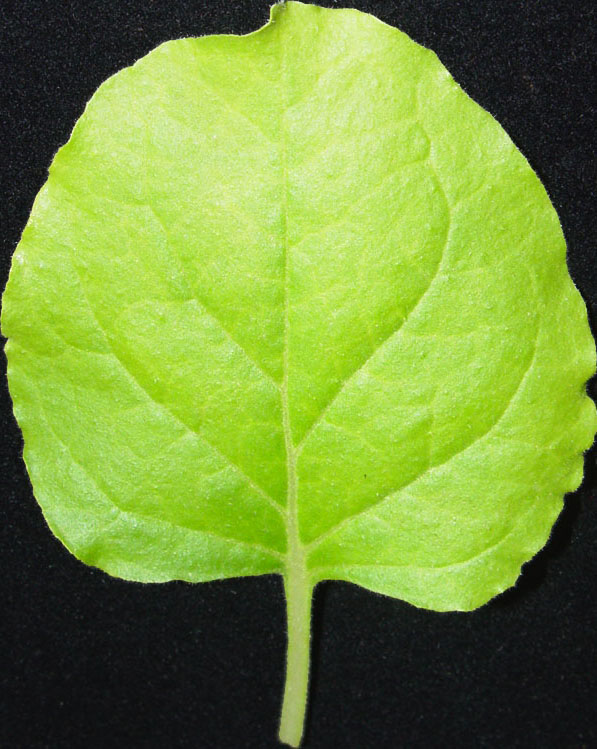
ベンサミアナタバコの葉

草本はオーストラリア北部の丘や崖の岩地で見られる。標高および環境次第で植物丈は200 mm (7.9 in) から 1.5 m (59 in) までになる。花は白色である。

## 学術的用途
ベンサミアナタバコは植物研究でモデル生物として用いられている。例えば、比較的脆い葉は実験で傷つけられ、エチレン合成の研究に用いられる。植物ホルモンのエチレンは傷ついた際などに分泌される。ガスクロマトグラフィーを用いることでエチレン分泌量を測定できる。また多くの植物病原体が感染可能なことから、ベンサミアナタバコは植物ウイルス学の分野で幅広く用いられる。更にアグロインフィルトレーションの標的としても優れている。
ベンサミアナタバコはオーストラリア中に野生株が存在し、また研究株は Rdr1（RNA依存性RNAポリメラーゼ1）の機能欠損に由来する極限性のウイルス高感受性株が存在する。

### バイオテクノロジー
ベンサミアナタバコはモノクローナル抗体や他の組換えDNAの生物製薬に用いられる。一例として医薬品ZMappの生産には当種が用いられた。

### 遺伝子組換え

#### コカイン
2022年に、コカノキの25%のコカイン産生能をもつベンサミアナタバコが遺伝子組換えによって作られた。

### COVID-19ワクチン開発
ケベック市に拠点をおくバイオテクノロジー企業のメディカゴ社はベンサミアナタバコを「工場」としてウイルス様粒子を短期大量生産することでCOVID-19ワクチンの迅速な製造を可能とした。
2022年2月、カナダ保健省はベンサミアナタバコから開発された、18歳から64歳までの感染を予防するCOVID-19ワクチンCoVLP（商品名 Covifenz）の使用を承認した。